# Karłów (Radków)

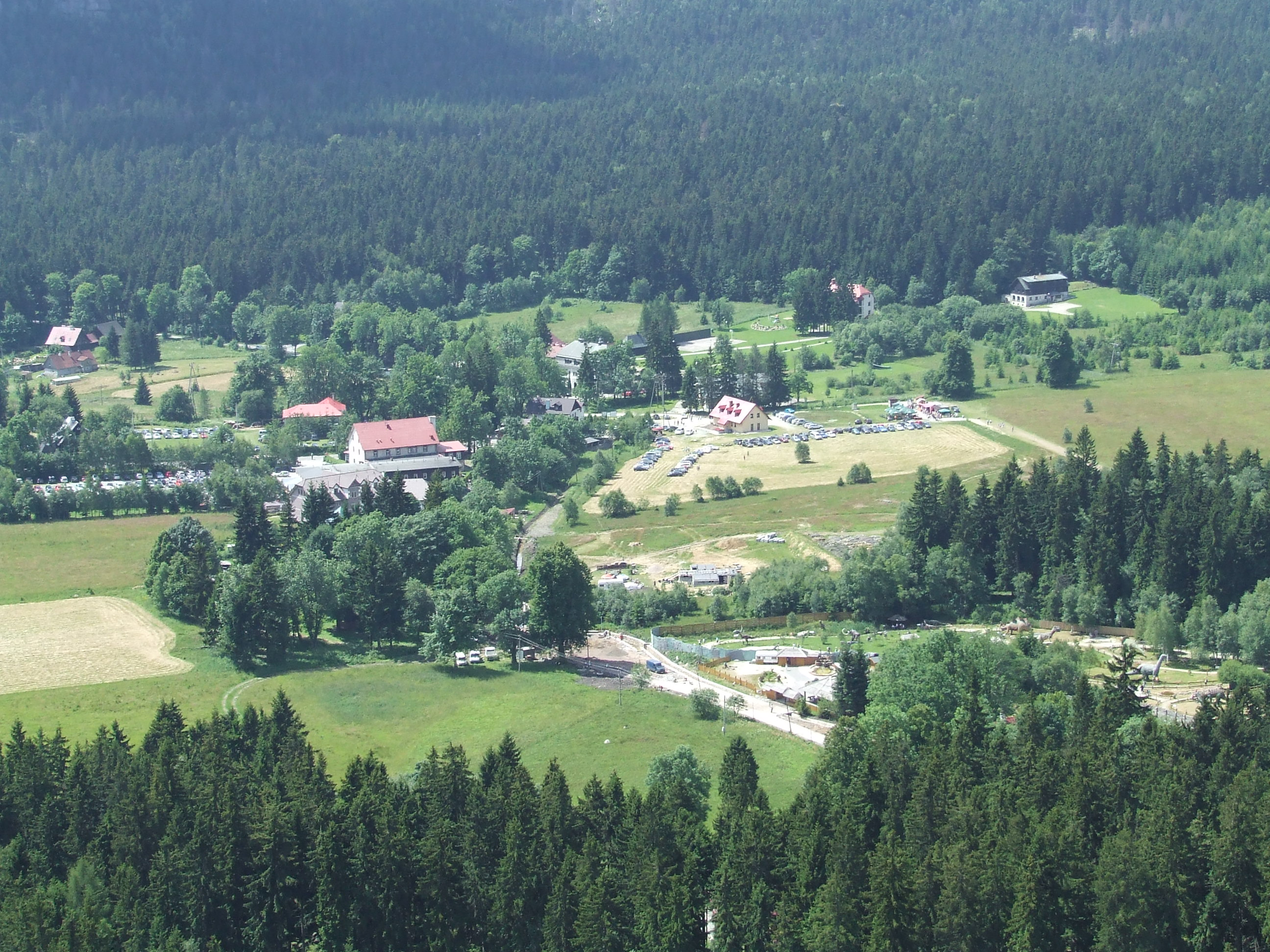
Karłów Gesamtansicht

Karłów (deutsch: Karlsberg, auch Carlsberg, tschechisch Kalasperk, auch Karlovec) ist ein Dorf in der Stadt- und Landgemeinde Radków (Wünschelburg) im Powiat Kłodzki der Wojewodschaft Niederschlesien in Polen. Es liegt acht Kilometer nordwestlich von Duszniki-Zdrój (Bad Reinerz).

## Geographie
Karłów wird von Kudowa-Zdrój (Bad Kudowa) aus über die Heuscheuerstraße (polnisch Szosa stu zakrętów) bzw. von Duszniki-Zdrój (Bad Reinerz) aus erreicht. Es liegt im Heuscheuergebirge, am südlichen Fuß der Großen Heuscheuer und der Kleinen Heuscheuer. Westlich liegt die Felsenstadt „Wilde Löcher“ (polnisch Błędne Skały). Nachbarorte sind Studená Voda (Kaltwasser) im Norden, Leśna (Siebenhuben) und Radków im Nordosten, Łężyce (Friedersdorf) und Łężno (Friedrichsberg) im Süden, Bukowina Kłodzka (Bukowine/Tannhübel) im Westen und Ostra Góra (Nauseney) sowie Pasterka (Passendorf) im Nordwesten.

## Geschichte
Karlsberg wurde um 1726 auf landesherrlichem Grund gegründet und nach dem damaligen Landesherren, dem böhmischen König Karl VI. benannt. Es gehörte zur böhmischen Grafschaft Glatz und war zunächst zur Pfarrei Wünschelburg gewidmet; nach dem Bau der Passendorfer Filialkirche wurde es 1787 dorthin zugewiesen. Zu Karlsberg gehörte die erstmals 1747 erwähnte Ansiedlung Klein-Karlsberg, die auch als Kolonie Karlsberg bzw. Leierdörfel bezeichnet wurde.
Nach dem Ersten Schlesischen Kriegen 1742 und endgültig mit dem Hubertusburger Frieden 1763 fiel Karlsberg zusammen mit der Grafschaft Glatz an Preußen. Nach der Neugliederung Preußens gehörte es seit 1815 zur Provinz Schlesien, die in Landkreise aufgeteilt wurde. 1816–1853 war der Landkreis Glatz, 1854–1932 der Landkreis Neurode zuständig. Nach dessen Auflösung 1933 gehörte Karlsberg wiederum zum Landkreis Glatz, mit dem es bis 1945 verbunden blieb.
Für 1805 sind eine Wassermühle sowie 39 Gärtner- und Häuslerstellen nachgewiesen. 1874 wurde der Amtsbezirk Carlsberg/Karlsberg gebildet, zu dem auch die Landgemeinde Passendorf gehörte.
Im 19. Jahrhundert entwickelte sich wegen der geologisch interessanten und landschaftlich reizvollen Lage zunehmend der Fremdenverkehr, der bis heute von wirtschaftlicher Bedeutung ist. Die touristische Erschließung wurde wesentlich mit dem Bau der Heuscheuerstraße 1868 begünstigt. In der Folgezeit nahm der Fremdenverkehr deutlich zu. Nach dem Ersten Weltkrieg entwickelte sich Karlsberg auch zu einem beliebten Wintersportort. 1939 wurden 288 Einwohner gezählt.
Als Folge des Zweiten Weltkriegs fiel Karlsberg 1945 zusammen mit fast ganz Schlesien an Polen und wurde in Karłów umbenannt. Die zugehörige Kolonie Karlsberg erhielt die Ortsbezeichnung Mały Karłów. Die deutsche Bevölkerung wurde 1946 bis auf wenige Ausnahmen vertrieben. Die neu angesiedelten Bewohner waren teilweise Zwangsumgesiedelte aus Ostpolen, das an die Sowjetunion gefallen war. Zahlreiche Häuser blieben unbewohnt und wurden so dem Verfall preisgegeben. Die Bevölkerung sank deutlich und betrug 1995 nur 68 Einwohner. 1975–1998 gehörte Karłów zur Woiwodschaft Wałbrzych (Waldenburg). In den letzten Jahren entwickelte sich der Tourismus beträchtlich, und es entstanden zahlreiche Ferienhäuser.

## Sehenswürdigkeiten
- Südlich des Ortes sind Reste des „Fort Carl“ erhalten, das 1790 unter Leitung des damaligen Majors und späteren Generals Bonaventura von Rauch errichtet wurde.